# Babe Ruth
George Herman "Babe" Ruth, Jr. (6 tháng 2 năm 1895 - 16 tháng 8 năm 1948) là một cầu thủ bóng chày người Mỹ. Với biệt danh " The Bambino " và " Sultan của Swat ", Anh là cầu thủ giao bóng từng chơi 22 mùa tại Major League Baseball từ năm 1914 đến 1935.